# Новоборгустанский
Новоборгуста́нский — хутор в Предгорном районе (муниципальном округе) Ставропольского края России.
До 16 марта 2020 года входил в состав муниципального образования «Сельское поселение Тельмановский сельсовет».

## Варианты названия
- Ново-Баргустанский
- Ново-Боргустанский
- Новобургустанский
- Новый Бургустанский[4].

## География
Расстояние до краевого центра: 122 км.
Расстояние до районного центра: 18 км.

## Население
| 1989 | 2002 | 2010 | 2014 |
| ---- | ---- | ---- | ---- |
| 207  | ↗228 | ↗249 | ↘100 |

По данным переписи 2002 года, 54 % населения — русские.

## Инфраструктура
В Новоборгустанском 4 улицы и 5 переулков.
В 300 м от жилого дома № 47 по улице Кубанской расположено общественное открытое кладбище общей площадью 10 тыс. м².